# Кајак и кану на Летњим олимпијским играма 1948 — Ц-2 1.000 метара за мушкарце
Такмичење у кануу двоклеку (Ц-2) 1.000 м  на Летњим олимпијским играма 1948. одржано је 12. августа, на стази Хенли краљевске регате. 
Титулу освојену 1936. у Берлину бранио је само један од освајача Јан Брзак-Феликс из Чехословачке, док је други члан  Владимир Сироватка у међувремену завршио такмичарску каријеру.
На такмичењу је учествовало 8 посада из 8 земаља. Веслли су само финалну трку. 

## Освајачи медаља
|                                                  |                                    |                                        |
| Јан Брзак-Феликс · Бохумил Кудрна · Чехословачка | Стивен Лајсак Стивен Макновски САД | Жорж Дрансар · Жорж Гандил · Француска |

## Резултати

### Финале
| Пласман | Кануисти                        | Земља                | Резултат |
| ------- | ------------------------------- | -------------------- | -------- |
|         | Јан Брзак-Феликс Бохумил Кудрна | Чехословачка         | 5:07,1   |
|         | Стивен Лајсак Стивен Макновски  | САД                  | 5:08,2   |
|         | Жорж Дрансар Жорж Гандил        | Француска            | 5:15,2   |
| 4.      | Даглас Бенет Harry Poulton      | Канада               | 5:20,7   |
| 5.      | Карл Молнар Виктор Залмхофер    | Аустрија             | 5:37,3   |
| 6.      | Гунар Јохансон Вернер Ветерстен | Шведска              | 5:37,3   |
| 7.      | Мајк Симонс Hugh Van Zwanenberg | Уједињено Краљевство | 5:20,7   |
| -       | Hubert Coomans Жан Дибоа        | Белгија              | НЗ       |

## Биланс медаља у трци Ц-2 1.000 м после 2 такмичења на ЛОИ (1936—1948)
| Мушкарци Ц-2 1.000 м |              |   |   |   |   |
| #                    | Земља        |   |   |   |   |
| 1.                   | Чехословачка | 2 | 0 | 0 | 2 |
| 2.                   | Аустрија     | 0 | 1 | 0 | 1 |
| 2.                   | САД          | 0 | 1 | 0 | 1 |
| 4.                   | Француска    | 0 | 0 | 1 | 1 |
| 4.                   | Канада       | 0 | 0 | 1 | 1 |
|                      | Укупно (5)   | 2 | 2 | 2 | 6 |

| Мушкарци Ц-2 1.000 м |                  |              |   |   |   |   |
| #                    | Кануиста         | Земља        |   |   |   |   |
| 1.                   | Јан Брзак-Феликс | Чехословачка | 2 | 0 | 0 | 2 |